# Chiesa del Santissimo Crocifisso (Salerno)
La chiesa del Santissimo Crocifisso è un luogo di culto cattolico di Salerno, situato sulla via dei Mercanti.

## Storia

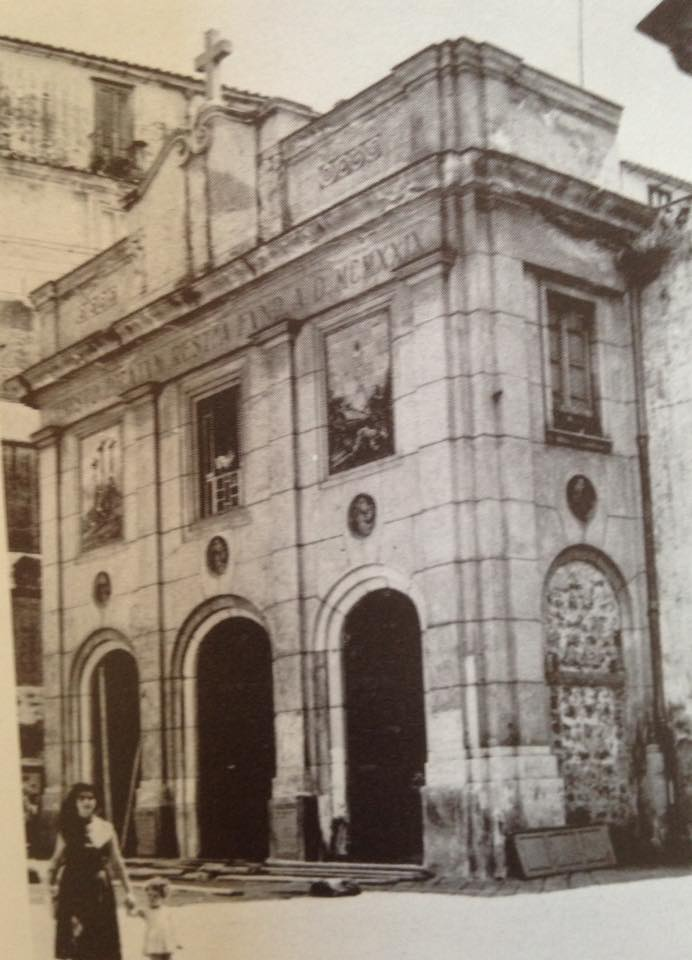
La facciata realizzata nel 1928

La chiesa risale a prima del Duecento ed in origine si chiamava "chiesa Santa Maria della Pietà di Portanova". Essa era annessa al contiguo ed omonimo monastero, non molto lontano dal Duomo; fu poi associata al più potente monastero di San Benedetto. Deve il suo nome al fatto che vi era custodita una venerata croce su tavola, dipinta nel Duecento, ora conservata nel Museo diocesano.
La chiesa prospetta su una piazzetta, ricavata dalla demolizione di caseggiati fatiscenti nel 1928, anno in cui fu anche realizzata la facciata in stile barocco. In seguito all'alluvione del 1956 fu realizzata la facciata attuale.
La struttura della chiesa è di tipo basilicale, con tre absidi e tre navate. All'interno vi sono due ordini di archi, sorretti da sei colonne di reimpiego di epoca romana sormantate da capitelli diversi. Particolarmente interessante la prima colonna a sinistra con decorazione in rilievo a spirale. 
Nell'abside centrale, il mosaico moderno riproduce l'affresco della Crocifissione che si trova nella cripta.

### La cripta

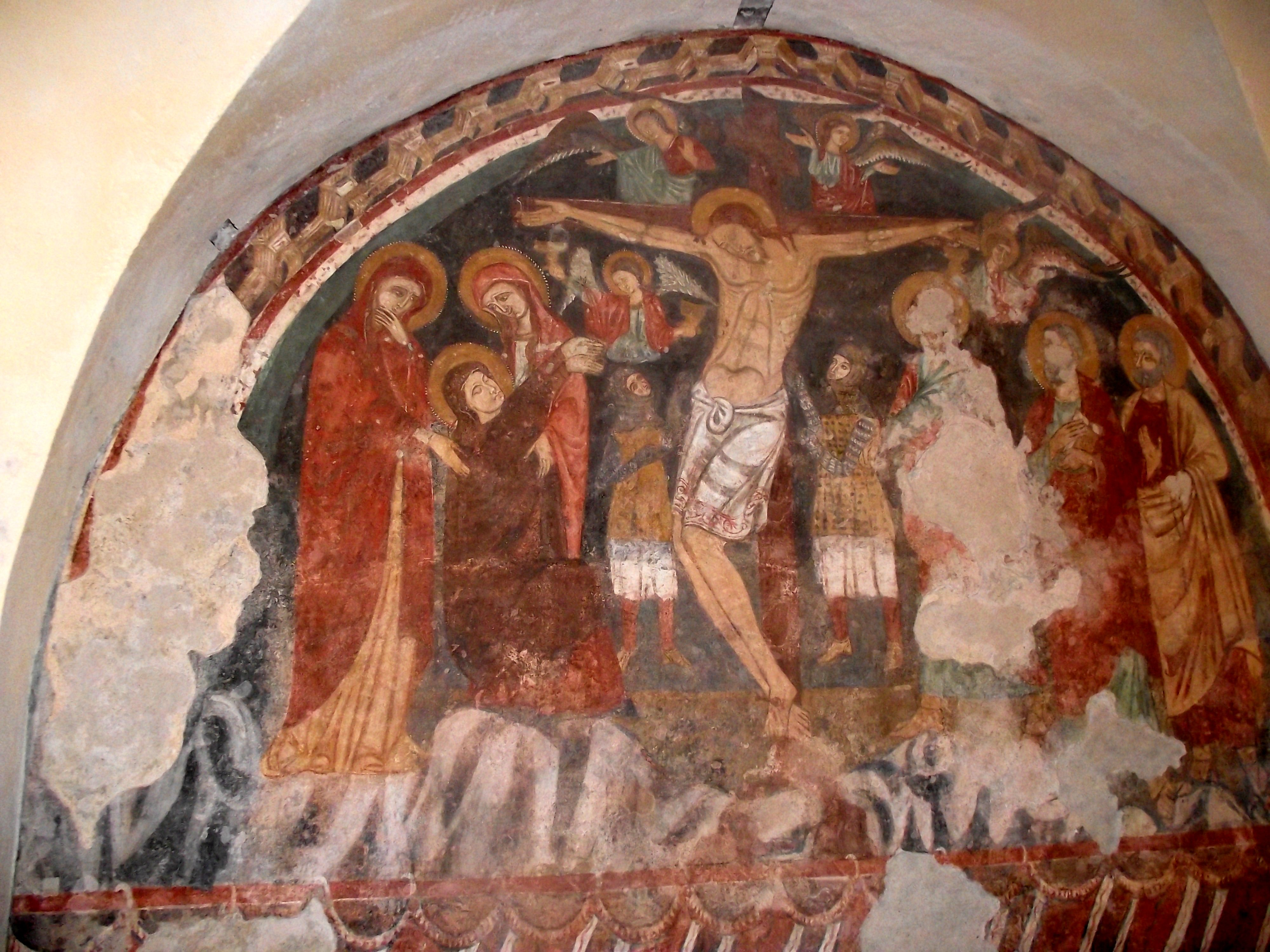
Crocifissione, XIII secolo, Cripta della Chiesa del Santissimo Crocifisso, Salerno

La cripta, riferibile ad una chiesa anteriore all'anno Mille su cui sono state innalzate le fondamenta dell'attuale, fu scoperta solo nel 1950. In essa sono conservati resti di affreschi: una grande Crocifissione, databile alla prima metà del Duecento, in cui si vede uno dei primi tentativi in pittura di "sfondamento" prospettico, grazie all'utilizzo dei personaggi minori (dipinti più piccoli). La scena presenta, nella parte inferiore, una decorazione geometrica che ricorda i codici miniati di epoca svevo-manfrediana; inoltre, il Cristo crocifisso è raffigurato con gli occhi chiusi, patiens, in un'epoca in cui, secondo la tradizione bizantina, si usava dipingerlo sulla croce vivo e con gli occhi aperti, nella tipologia del Cristo triumphans. L'affresco ha riportato lesioni determinate dall'aumento dell'umidità della parete.
Nell'occasione dell'anno giubilare del 2000, su iniziativa del parroco Don Giovanni Langellotti. Sono state realizzate quattro vetrate artistiche dall'artista salernitana Paola Salzano, con la tecnica del mosaico legato a piombo con interventi pittorici cotti a gran fuoco, che raffigurano: il crocifisso di Pietro Barleario; Gesù buon pastore; i simboli tetramorfi dei quattro evangelisti con il vangelo al centro e l'apertura della porta giubilare di san Giovanni Paolo II papa